# Akela (Hướng đạo)
Trong các bầy Sói con Hướng đạo, Akela là biểu tượng của sự thông thái, quyền lực, và lãnh đạo. Akela là bất cứ ai đóng vai trò là bầy trưởng hay lãnh đạo của một bầy sói. Akela có thể là Ấu trưởng, cha mẹ hoặc thầy cô giáo tùy theo nơi mà sự hướng dẫn đang tiến hành. Trong các buổi họp bầy (là đàn gồm 6 đến 8 Ấu sinh (sói)), Bầy trưởng chính là Akela. Trong các buổi họp bầy (bầy chính là Ấu đoàn), Bầy trưởng chính là Akela. Ở nhà, cha mẹ đóng vai trò Akela. Robert Baden-Powell đã chọn Sách Rừng xanh của Rudyard Kipling làm nguồn cho các biểu tượng và khung cảnh sinh hoạt cho các thành viên nhỏ tuổi của phong trào Hướng đạo. Nhiều chi tiết của sách này đã được sử dụng cho ngành Ấu của Hướng đạo bao gồm Tảng đá Hội đồng (Council Rock) dùng để thảo luận và hoạch định chương trình, và "Tiếng rống lớn" (Grand Howl) để diễn đạt cảm giác tinh thần đồng đội và thành viên của nhóm.
Tại Vương quốc Anh nơi mà gần như tất cả các mối liên hệ với Sách Rừng xanh đã bị bỏ ra khỏi chương trình ngành Ấu nhưng tên của các nhân vật trong sách vẫn còn được sử dụng cho các huynh trưởng hay lãnh đạo ngành Ấu.
Hướng đạo Việt Nam vẫn giữ Sách Rừng xanh và Akela không thay đổi cho chương trình sinh hoạt của ngành Ấu (hay còn gọi là Sói con).